# Georg Daniel Heumann

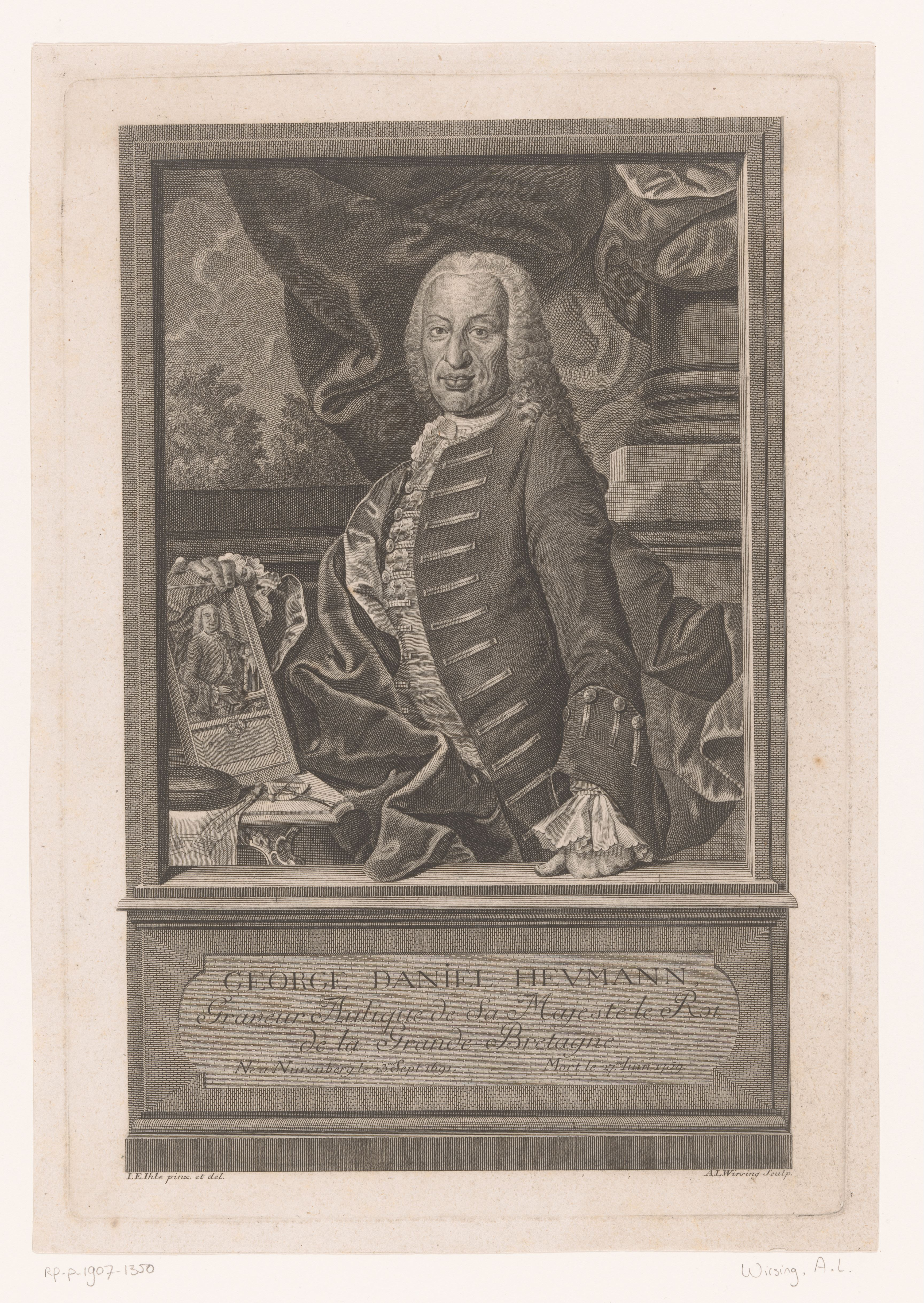
Georg Daniel Heumann (nach einem Gemälde von Johann Eberhard Ihle)

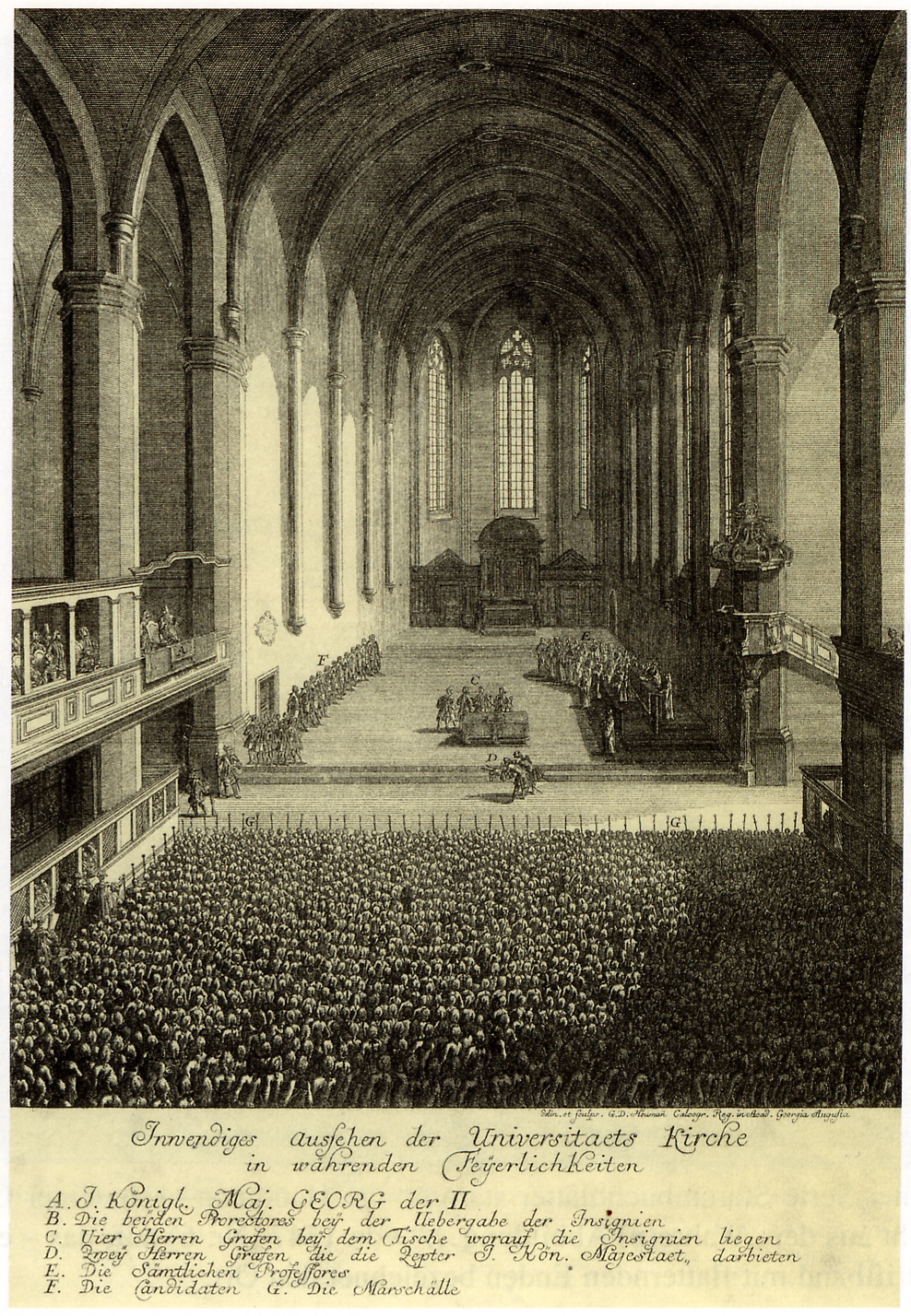
Innenansicht der Göttinger Paulinerkirche (1748)

Georg Daniel Heumann (* 23. September 1691 in Nürnberg; † 27. Juni 1759 ebenda) war ein deutscher Zeichner und Kupferstecher in Nürnberg und Göttingen.

## Leben und Wirken
Heumann war der Sohn des Flickschusters und Messerschmieds Wolfgang Heumann und dessen Frau Maria Magdalena Schmid. Er absolviert in Nürnberg eine Lehre als Kupferstecher und gingt anschließend zur Weiterbildung an die dortige Malerakademie unter Johann Daniel Preißler.
Heumann war von 1731 bis 1753 einer der wichtigsten Kupferstecher für Johann Jakob Scheuchzers Physica sacra. Er arbeitete viel für zahlreiche süddeutsche Verlage. Unter anderem steuerte er für die von Salomon Kleiner 1724–1734 herausgegebenen Ansichten der Stadt Wien die Kupfer sämtlicher Wiener Kirchen bei.

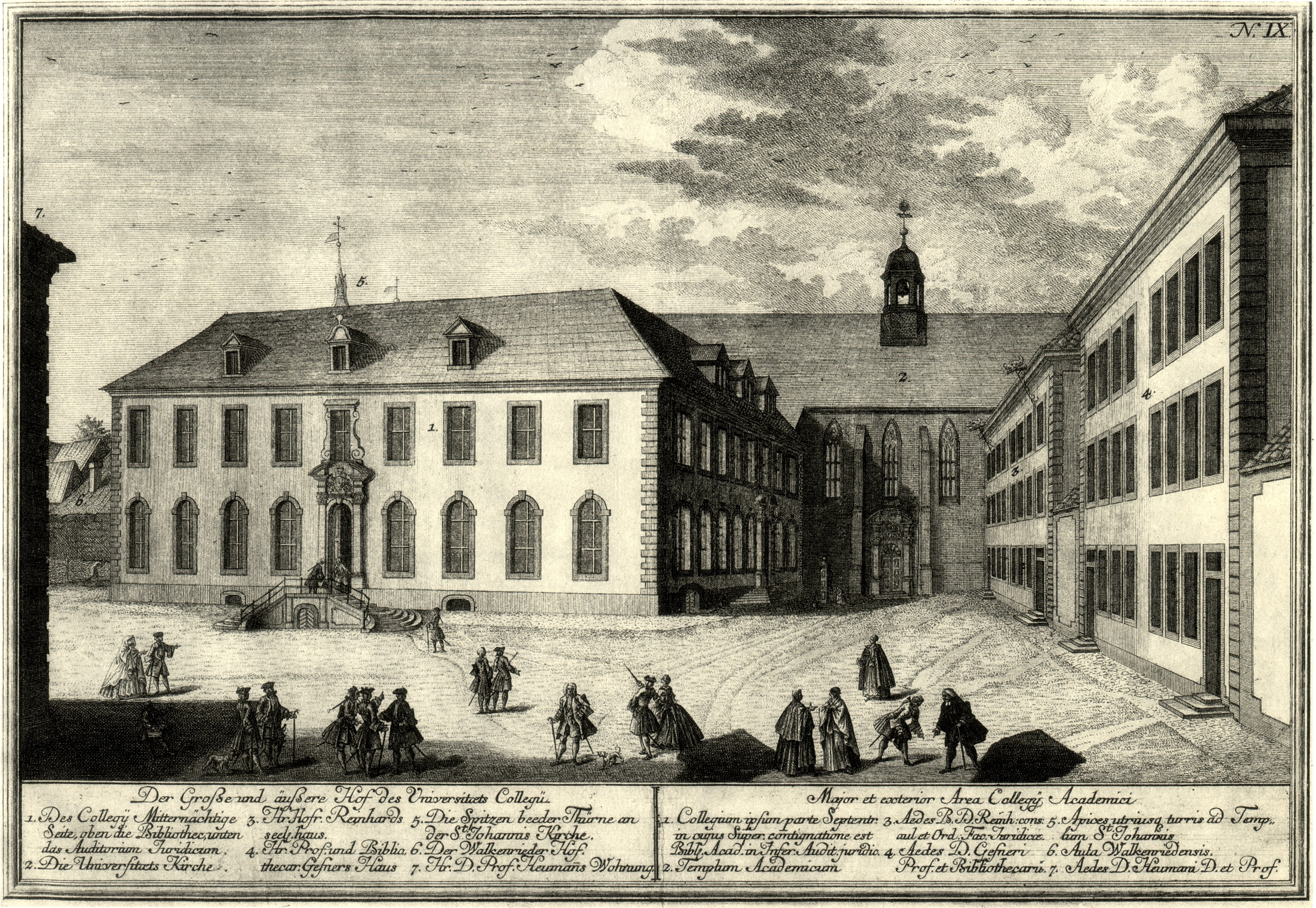
Kollegiengebäude der Universität Göttingen (1747)

Heumann hatte bereits einige Reputation, als ihn 1740 die erst kurz zuvor gegründete Georg-August-Universität Göttingen anwarb. Der vom Kurfürsten mit der Universitätsgründung beauftragte Geheime Rat Gerlach Adolph von Münchhausen war der Überzeugung, dass zu einer gut ausgestatteten Hohen Schule auch ein Kupferstecher gehörte. So wurde Heumann ab 30. November 1740 als „göttingisch-akademischer“ Kupferstecher der Universität Göttingen sowie als  kurfürstlich hannoverscher und königlich englischer Hofkupferstecher in Göttingen tätig. 
Seit Anfang 1741 ist Heumann mit Göttinger Arbeiten nachweisbar. Zu seinen Hauptaufgaben zählte die Anfertigung von Kupferstichen zu den Werken der Göttinger Professoren,  u. a. für die wissenschaftlichen Publikationen des Botanikers Albrecht von Haller. Heumanns bedeutendstes Werk ist das 1747 für die Universität Göttingen zu Werbezwecken in hoher Auflage herausgegebene Mappenwerk „Wahre Abbildung der (...) Stadt Göttingen“ mit zwölf Stadtansichten, das 1750 eine erweiterte Neuauflage erfuhr. In der Kupferstichmappe entwarf Heumann ein repräsentatives Bild der jungen Universitätsstadt Göttingen aus unterschiedlichen Himmelsrichtungen, widmete sich verschiedenen Universitätseinrichtungen wie der Bibliothek, dem „Medizinischen Universitätsgarten“ sowie dem Universitäts-Kollegiengebäude und zeigte in drei Straßenansichten (Allee, Pauliner Straße und Marktplatz) die Stadt von ihrer besten Seite. Bedeutend ist auch Heumanns 1744 in 28 Blättern 1744 erschienener „Göttingischer Ausruff“, eine kulturhistorisch bemerkenswerte Darstellung des Straßenlebens und der Straßenhändler. Zudem stach er u. a. auch Porträts nach Vorlagen des kurfürstlich hannoverschen und königlich englischen Hofmalers Gottfried Boy. 
Nach etlichen Querelen mit der Obrigkeit verließ Heumann 1751 nach zehnjähriger Tätigkeit Göttingen und das Kurfürstentum Hannover und kehrte als 60-Jähriger in seine Heimatstadt Nürnberg zurück, wo er sich u. a. mit der Vermarktung seiner Werke aus der Göttinger Zeit beschäftigte.
Durch seine Arbeiten, die in Deutschland, England und Frankreich veröffentlicht wurden, erlangte Heumann Bekanntheit in Europa. Heumann war Mitglied der Nürnberger Malerakademie.

## Schüler
Vom 1. Juni 1735 bis 1740 ging bei ihm in Nürnberg der spätere Kupferstecher Johann Adam Schweickart in die Lehre. Nach seiner Göttinger Tätigkeit wieder zurück in Nürnberg nahm er von 1753 bis Ende 1754 den 16-jährigen Christian von Mechel bei sich als Lehrling auf.

## Werke (Auswahl)
- Wahre Abbildung, Der Königl: Groß Britan. und Churfürstl. Braunschw. Lüneb: Stadt GÖTTINGEN. Ihrer Grund-Lage, Aüserl. und Innerlicher Prospecte und der Zur GEORG AUGUSTUS UNIVERSITAET gehörigen gebäude Gezeichnet, und in Kupffer herauß gegeben, durch Georg Daniel Heumann Königl: Groß Britan. Hoff und Universitaets Kupfferstecher in Goettingen = Vera Delineatio, Urbis, GÖTTINGAE. Quae in Potentissima Regis Magnae Britaniae, Electoratur Brunswico Lüneburgico est, nimirum Ichnographiae ejusdem, Prospectum exteriorum, et interiorum, ataq. aedium ad Academiam Regiam Georgiam Augustam pertinentium. Göttingen 1745.

- Beschreibung der grossen und denckwürdigen Feyer die bey der allerhöchsten Anwesenheit des allerdurchlauchtigsten, grossmächtigsten Fürsten und Herren, Herren George des Andern : Königes von Grosbritannien, Frankreich und Ireland, Beschützers des Glaubens, Hertzoges zu Braunschweig-Lüneburg, des Heil. Röm. Reiches Ertzschatzmeisters und Chürfürsten. Auf deroselben Georg Augustus hohen Schule in der Stadt Göttingen im Jahr 1748. am ersten Tage des Augustmonates begangen ward. Johann Wilhelm Schmidt, Göttingen 1749.